# بروتين موجه

تقاعل تخليق البنوريسنول من جذور كحول الصنوبريل.

البروتينات الموجِّهة (بالإنجليزية: Dirigent proteins)‏ هي أعضاء مجموعة من البروتينات تقوم بتحديد وإملاء الكيمياء الفراغية التي تتخذها المركبات المخلَّقة بواسطة مركبات أخرى. أول بروتين موجِّه تم اكتشافه في الفورسيتيا الأوسطية، ووُجد أن هذا البروتين يوجه التحديد الفراغي أثناء التخليق الحيوي لل (+)-بنوريسنول من موحودات كحول الصنوبريل (الصورة).
يحفَّز التخليق الحيوي لليغنان بواسطة الإنزيمات المؤكسِدة، ويُنتِج التفاعل في أنبوبة الاختبار خليطا غير متجانس من المركبات المثنوية. حين يتواجد بروتين موجِّه أثناء التفاعل يتم إنتاج مصاوغ فراغي محدد بكثرة. لا يظهر بأن البروتينات الموجِهة تمتلك جذورا مؤكسدة تقوم بنشاط ذاتي خاص بها، وعند غياب الإنزيمات المؤكسِدة لا يحدث أيّ تفاعل.
مؤخرا، تم تحديد بروتين موجه ثانٍ في نبتة رشاد ثال والذي يدير التخليق الانتقائي التماثلي لل (-)-بنوريسنول.